# Montégut-Lauragais
Montégut-Lauragais is een gemeente in het Franse departement Haute-Garonne (regio Occitanie) en telt 360 inwoners (1999). De plaats maakt deel uit van het arrondissement Toulouse.

## Geografie
De oppervlakte van Montégut-Lauragais bedraagt 7,8 km², de bevolkingsdichtheid is 46,2 inwoners per km².
De onderstaande kaart toont de ligging van Montégut-Lauragais met de belangrijkste infrastructuur en aangrenzende gemeenten.

## Demografie
Onderstaande figuur toont het verloop van het inwonertal (bron: INSEE-tellingen).